# Yan Gomes
Yan Gomes (San Paolo, 19 luglio 1987) è un giocatore di baseball brasiliano, ricevitore per i Chicago Cubs nella Major League Baseball.

## Biografia
Gomes è nato a San Paolo da Claudia e Décio, un istruttore di tennis. Yan venne introdotto al baseball da un allenatore cubano che il padre conobbe a San Paolo. La famiglia di Gomes si trasferì negli Stati Uniti quando Yan aveva 12 anni, dopo che la madre trovò un lavoro in Florida.

## Carriera

### Minor League (MiLB)
Gomes frequentò la Miami Southridge High School di Miami, Florida. Dopo essersi diplomato si iscrisse all'Università del Tennessee di Knoxville dove venne selezionato la prima volta, nel 39º turno del draft MLB 2008, dai Boston Red Sox. Rifiutò l'offerta e tornò in Florida iscrivendosi alla Barry University di Miami Shores. Entrò nel baseball professionistico l'anno seguente quando venne selezionato, nel 10º turno del draft MLB 2009, dai Toronto Blue Jays. Iniziò l'anno stesso giocando quasi esclusivamente nella classe A-breve. Nel 2010 giocò principalmente nella classe A-avanzata. Venne schierato nella stagione 2011 nella Doppia-A partecipando in seguito alle sue prime partite di Tripla-A.

### Major League (MLB)

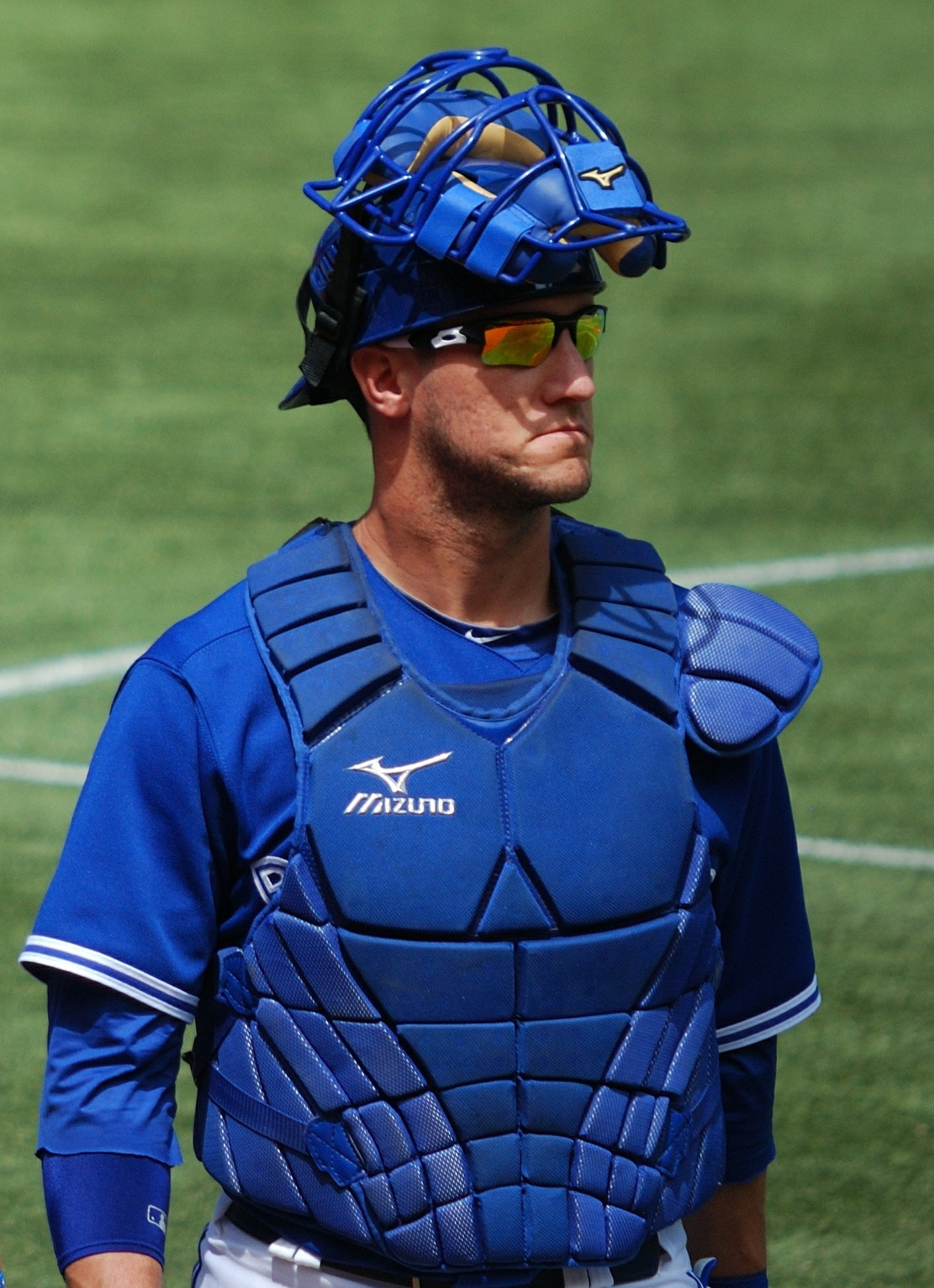
Gomes con i Blue Jays Diamondbacks nel 2012

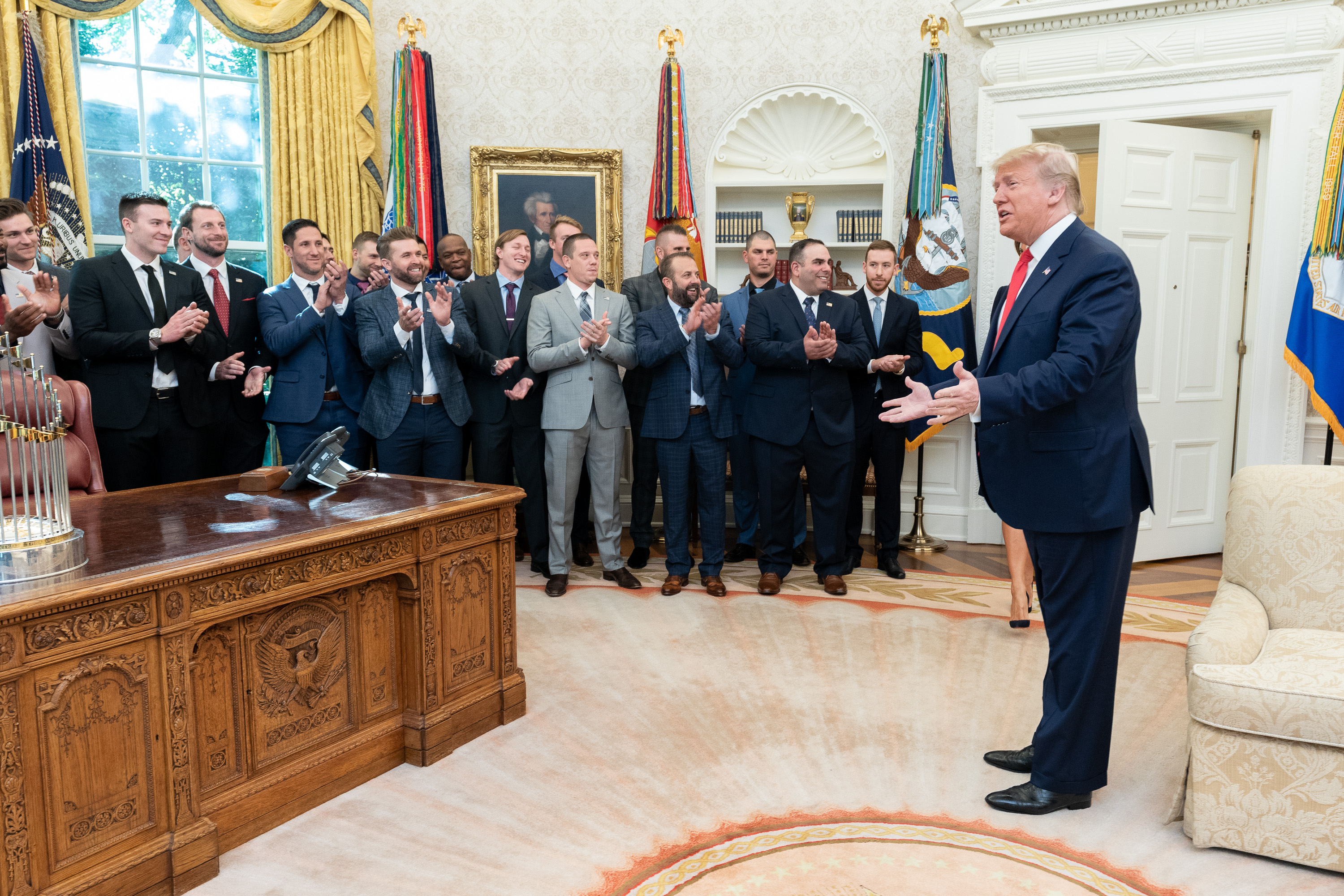
Gomes (terzo da sinistra, prima fila) nello stanza ovale della casa bianca durante la cerimonia delle World Series 2019

Gomes debuttò nella MLB il 17 maggio 2012, al Rogers Centre di Toronto contro i New York Yankees, diventando il primo giocatore brasiliano di sempre a esordire nella MLB. Inoltre batté la sua prima valida. Il giorno seguente batté il suo primo fuoricampo, contro i Mets. Concluse la stagione con 43 partite disputate nella MLB e 79 nella Tripla-A.
Il 3 novembre 2012, i Blue Jays scambiarono Gomes e Mike Aviles con i Cleveland Indians per Esmil Rogers.
Il 30 luglio 2013, Gomes si confrontò con André Rienzo, primo lanciatore brasiliano della storia della MLB.
Il 31 marzo 2014, Gomes firmò un contratto esennale del valore di 23 milioni di dollari con gli Indians.
Nel luglio 2018 venne convocato per l'All-Star Game, primo brasiliano a partecipare in un All-Star Game nello storia sportiva degli stati uniti.
Il 30 novembre 2018, gli Indians scambiarono Gomes con i Washington Nationals per Jefry Rodriguez, il giocatore di minor league Daniel Johnson e un giocatore da nominare in seguito. Il 17 dicembre gli Indians inviarono Andruw Monasterio a Washington, completando lo scambio.
Alla fine della stagione 2019, Gomes divenne campione delle World Series, con i Nationals che batterono gli Houston Astros per quattro gare a tre, ottenendo il loro primo titolo della franchigia. I Nationals rifiutarono l'opzione di club di 9 milioni per mantenere Gomes, che divenne free agent. Il 10 dicembre 2019, Gomes firmò nuovamente con i Nationals, un contratto biennale.
Il 30 luglio 2021, i Nationals scambiarono Gomes, Josh Harrison più una somma in denaro con gli Oakland Athletics per i giocatori di minor league Drew Millas, Richard Guasch e Seth Shuman. Divenne free agent a fine stagione.
Il 1º dicembre 2021, Gomes firmò un contratto biennale dal valore complessivo di 13 milioni di dollari con i Chicago Cubs, con inclusa un'opzione del club per la terza stagione.

## Palmarès

### Club
- World Series: 1

Washington Nationals: 2019

### Individuale
- All-Star Game: 1

2018
- Silver Slugger Award: 1

2014
- Defensive Players of the Year: 1

2013